# Айзпуте
Айзпуте (латис. Aizpute, нім. Hasenpoth) — місто в історичному районі Курземе в Латвії.

## Назва
- Айзпуте (латис. Aizpute;  вимова)
- Газенпот (нім. Hasenpoth)

## Історія
- Герцогство Курляндії та Семигалії
- Пільтенський повіт
- Курляндська губернія

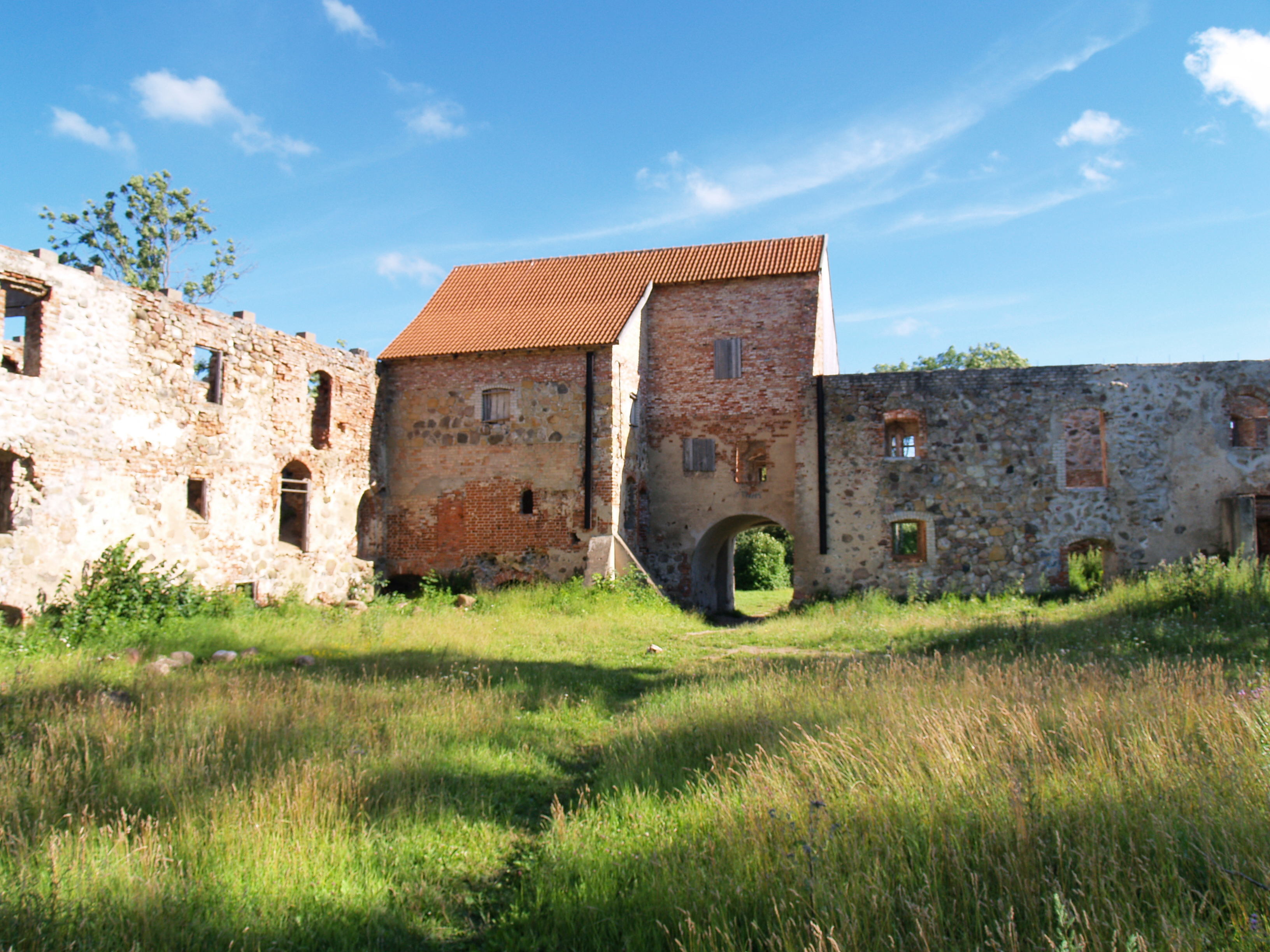
Руїни Газенпотського замку
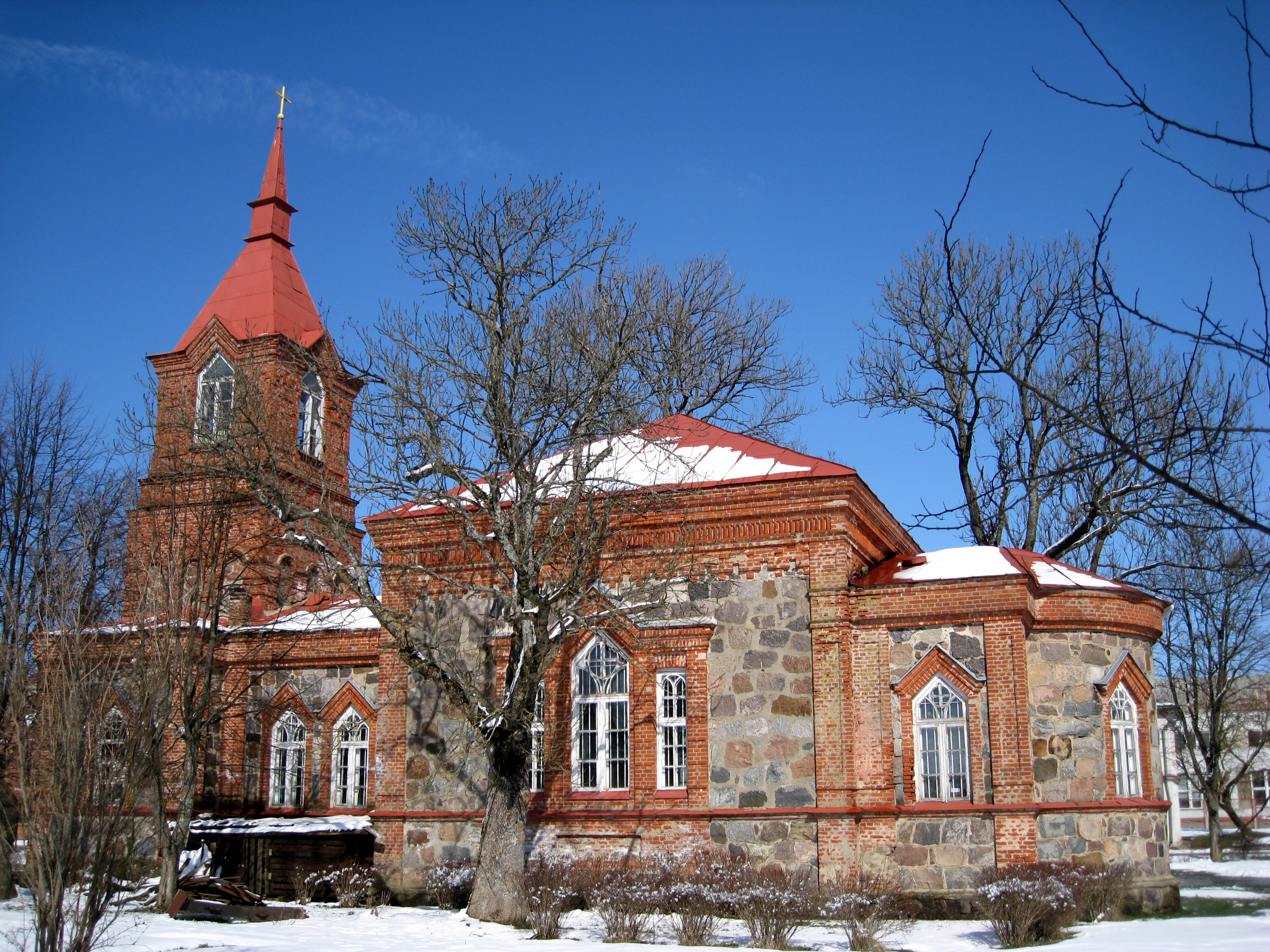
Адвентистська церква
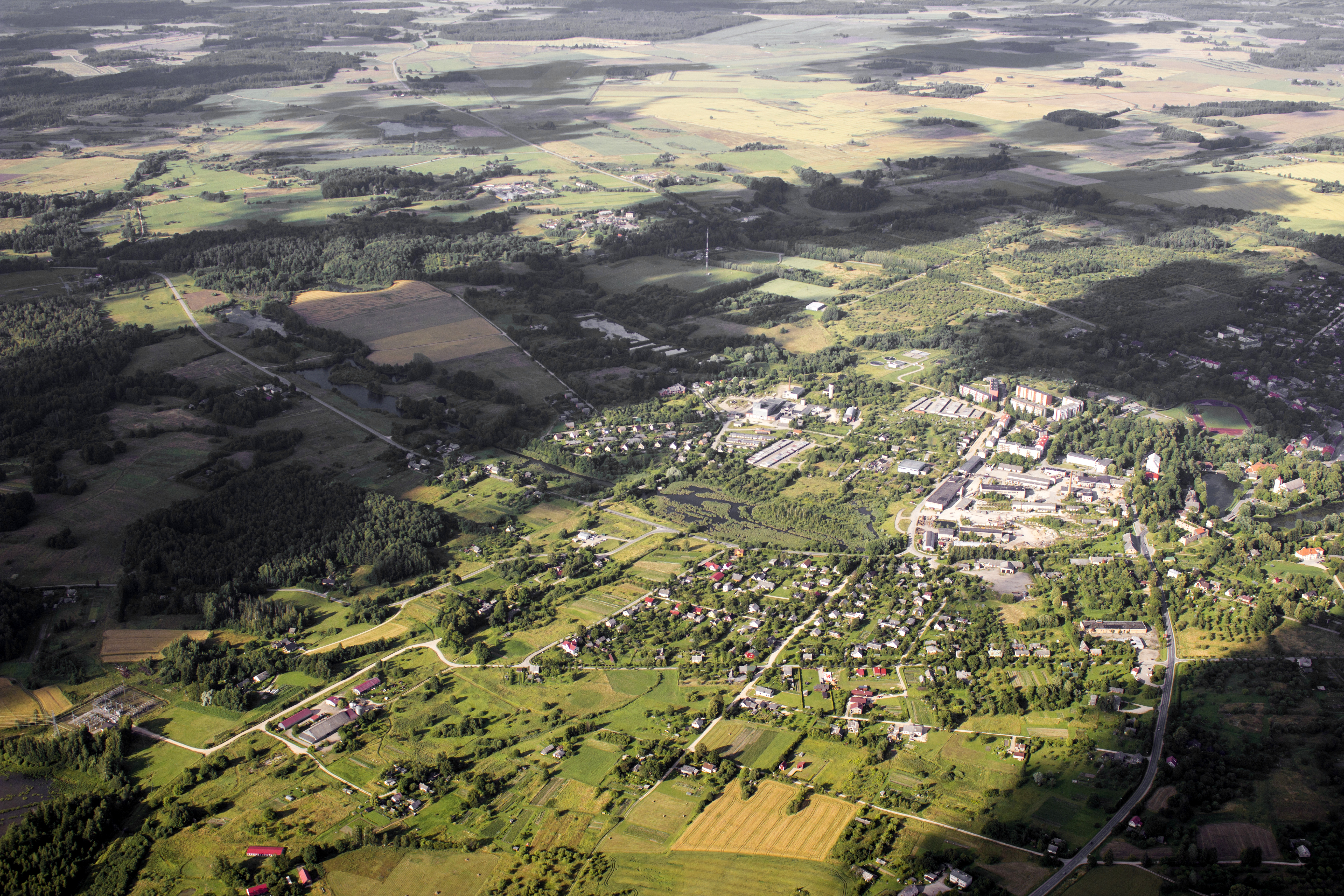
Місто з висоти